# Alcalatén
L'Alcalatén est une comarque de la province de Castellón, dans la Communauté valencienne, en Espagne. Son chef-lieu est L'Alcora.

## Communes

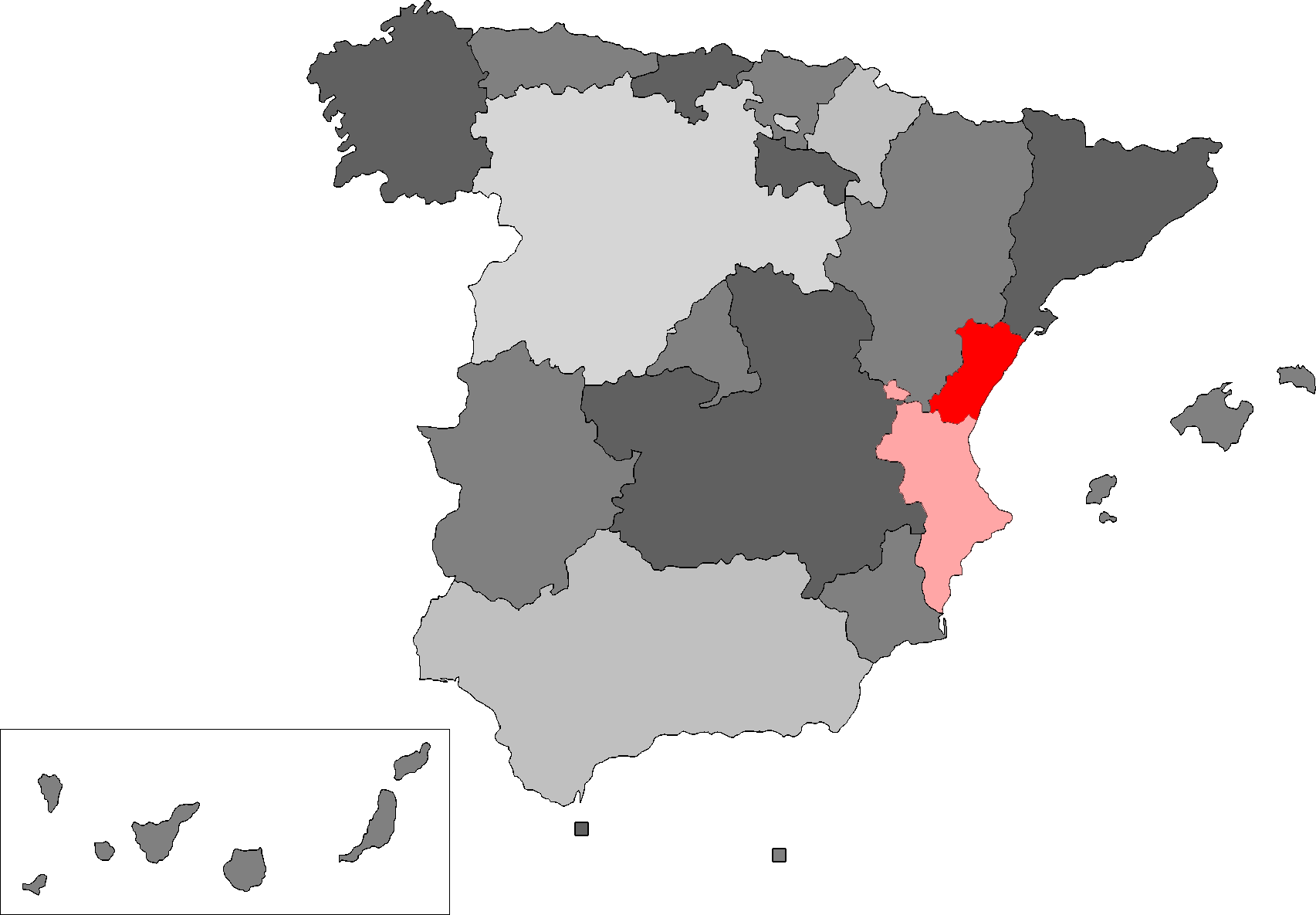
Localisation de la Province de Castellón dans la Communauté valencienne

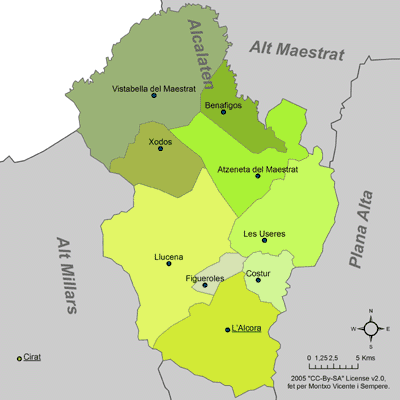
Communes de l'Alcalatén

Jusqu'en 2022 :
- L'Alcora
- Atzeneta del Maestrat
- Benafigos
- Costur
- Figueroles
- Lucena del Cid
- Les Useres
- Vistabella del Maestrazgo
- Xodos

Depuis 2023 :
- L'Alcora
- Costur
- Figueroles
- Lucena del Cid
- Les Useres
- Xodos